# Oncòlit

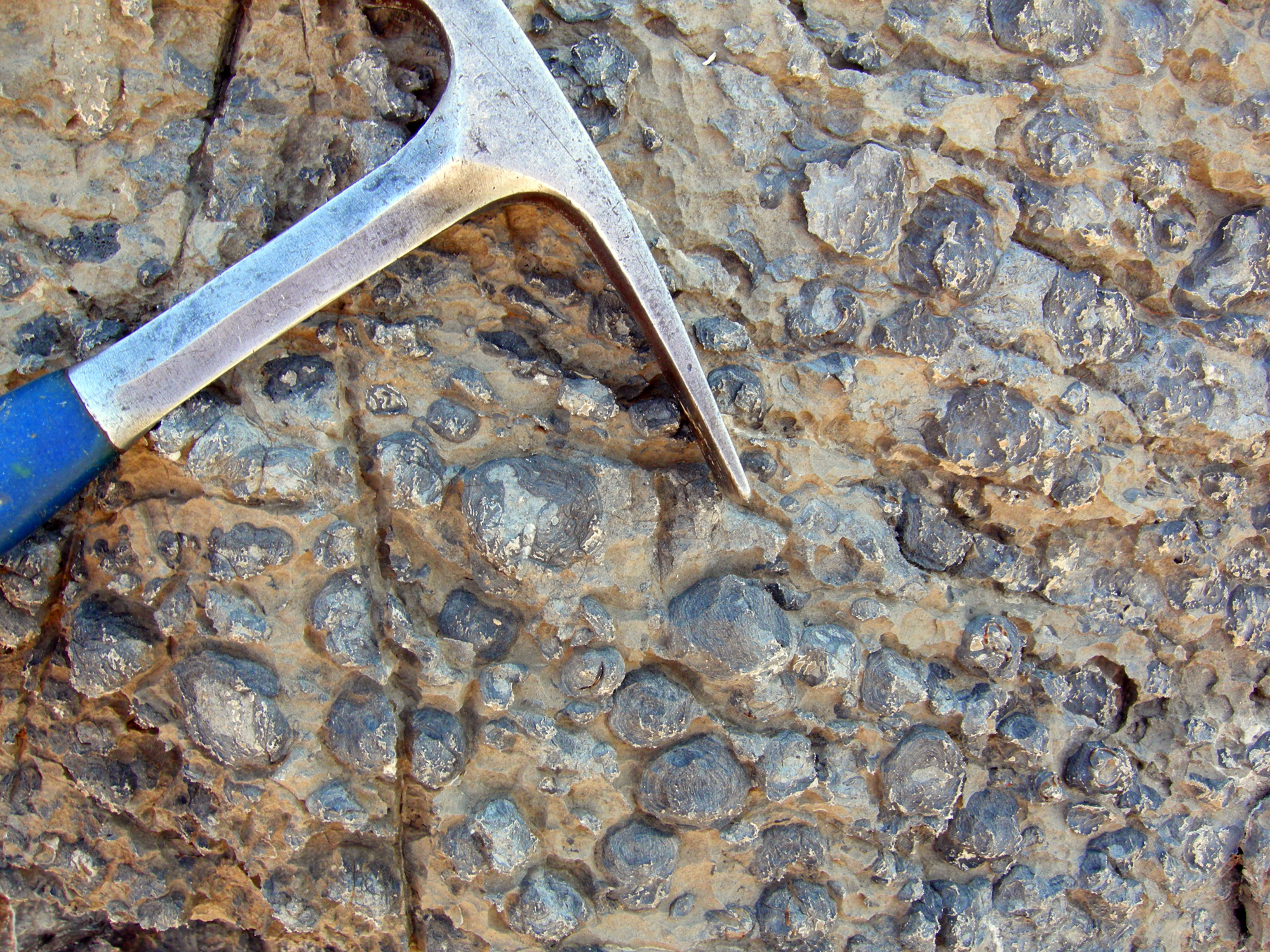
Roca composta principalment per oncòlits (calcària oncolítica del devonià)

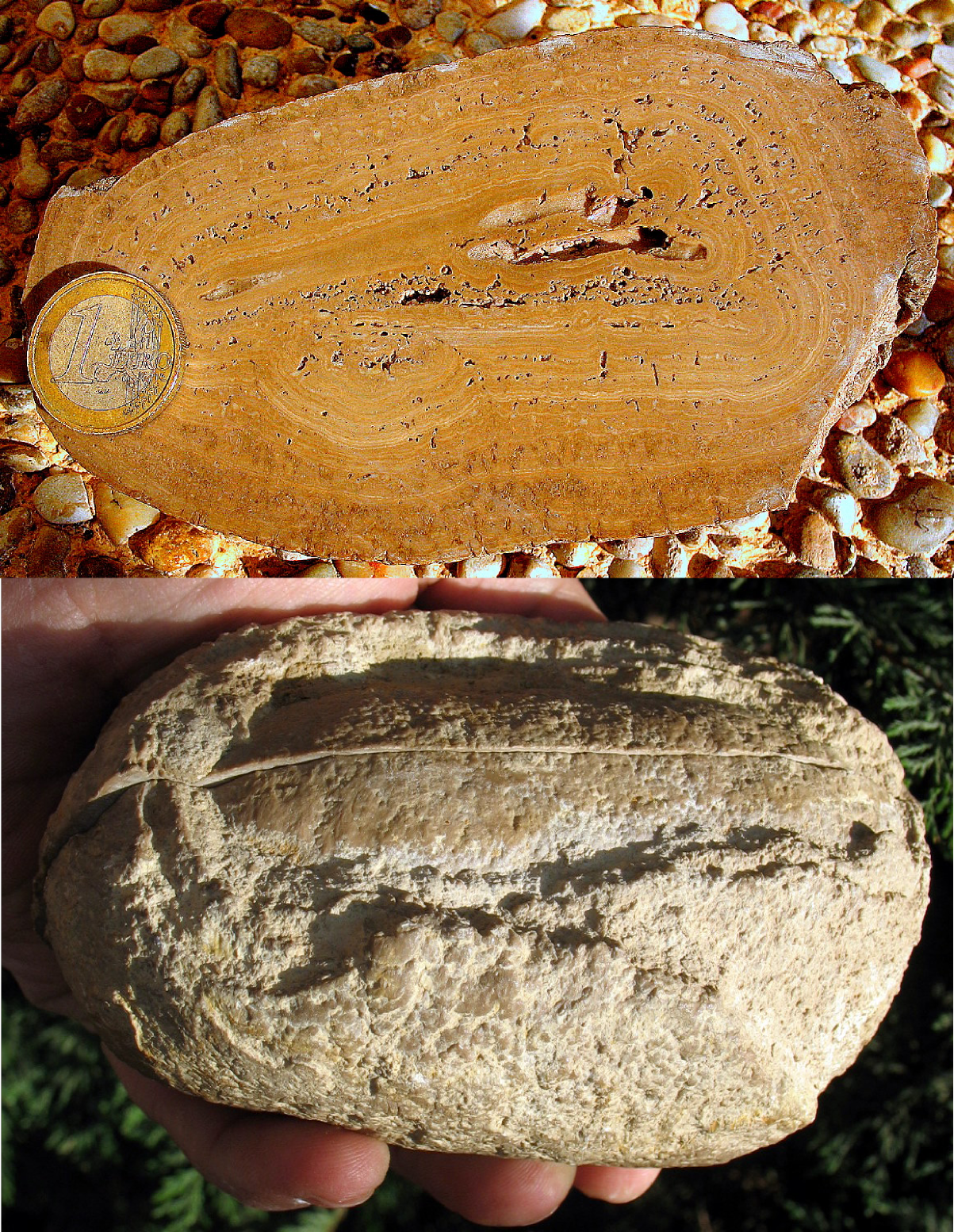
Secció i exemplar d'oncòlit «gegant» (13 cm) d'ambient continental (miocé inferior)

Els oncòlits (del grec onkos, 'nòdul' o 'tumor' i λίθος lithos, 'pedra') són microbialits amb estructures sedimentàries esfèriques o ovoides d'origen orgànic, formades per capes concèntriques de carbonat càlcic. La formació dels oncòlits és molt semblant a la dels estromatòlits, però es formen sobre una base no fixada al substrat. L'estructura creix sovint a partir d'un nucli, que pot ser una partícula sedimentària o un fragment de petxina, sobre el qual s'estableix un biofilm de cianobacteris que indueixen la precipitació i fixació del carbonat.
Els oncòlits es poden produir en ambients marins, on són indicadors d'aigües càlides a la zona fòtica, o en ambients continentals, en zones amb aigües molt carbonatades. Solen ser de grandària menuda, de 2 a 3 cm de diàmetre, però a vegades poden arribar a dimensions decimètriques.